# Летојани
Летојани (итал. Letojanni) је насеље у Италији у округу Месина, региону Сицилија.
Према процени из 2011. у насељу је живело 2699 становника. Насеље се налази на надморској висини од 17 м.

## Становништво
Према резултатима пописа становништва 2011. у општини је живело 2.699 становника.
| 1936. | 1951. | 1961. | 1971. | 1981. | 1991. | 2001. | 2011. |
| ----- | ----- | ----- | ----- | ----- | ----- | ----- | ----- |
| 2.135 | 2.216 | 2.213 | 2.287 | 2.355 | 2.283 | 2.480 | 2.699 |